# 占部虫麻呂
占部 虫麻呂（うらべ の むしまろ、生没年不詳）は、奈良時代の防人。

## 経歴・人物
下野国千葉郡の人物。天平勝宝7歳（755年）2月、防人として筑紫に派遣された際、妻を思い詠んだ歌が『万葉集』に1首入集。

## 歌
- 旅とへど 真旅になりぬ 家の妹が 着せし衣に 垢付きにかり[2]